# Adolf Schroeter
Adolf Karol Schroeter (Schröter) (ur. 10 kwietnia 1857 w Kaliszu, zm. 3 czerwca 1916 w  Moskwie) – teolog, pastor luterański; syn Ernesta (nauczyciela) i Ernestyny z Bierwagenów, brat Pawła.

## Życiorys
W 1877 r. ukończył studia teologiczne na Uniwersytecie w Dorpacie. Należał do Konwentu Polonia. Ordynowany na pastora 20 maja 1883 r. W latach 1883–1884 wikariusz warszawskiej parafii ewangelicko-augsburskiej św. Trójcy. Później administrował parafiami w Sobiesękach i Prażuchach, a w latach 1893–1904 był proboszczem w Turku. Jako pierwszy wprowadził język polski do nabożeństw ewangelickich. Założył w Turku Towarzystwo Muzyczne "Lutnia". W 1904 r. został powołany na pierwszego polskiego prefekta ewangelickiego, uczył religii w Gimnazjum im. Mikołaja Reja w Warszawie. Podczas I wojny światowej został deportowany do Rosji, gdzie prowadził działalność religijną w tamtejszym kościele ewangelickim. Zmarł nagle, pozostawił wspomnienia (zaginione).

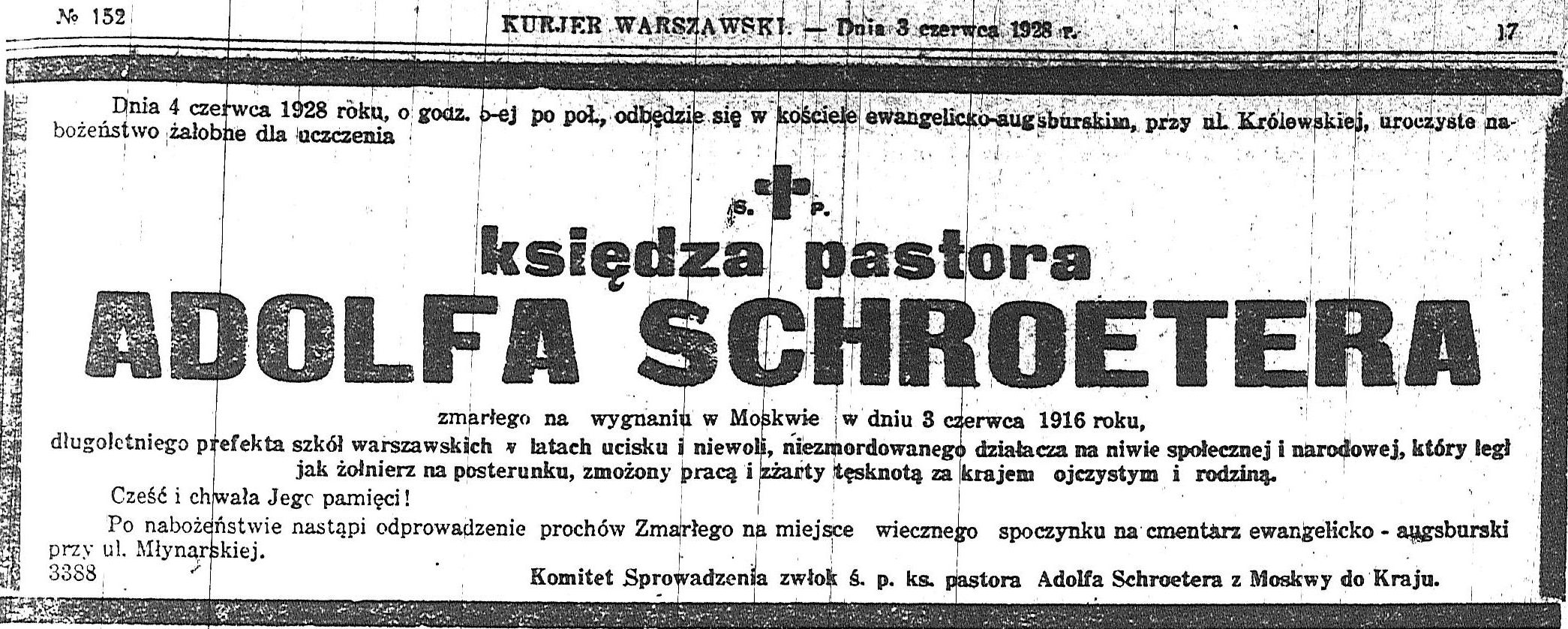
Nekrolog pastora Adolfa Schroetera w "Kurierze Warszawskim"

W latach 20. XX w. z inicjatywy pastora Jerzego Kahané zawiązał się Komitet Sprowadzenia Zwłok śp. pastora Adolfa Schroetera z Moskwy do kraju. Został pochowany uroczyście 4 czerwca 1928 r. na Cmentarzu Ewangelicko-Augsburskim w Warszawie, al. XVIIb (grób 3). Jego grób jest bardzo skromny.
Żona: Wanda Henryka Dattelbaum (1871–1962), córki: Wanda Janina (1899–po 1940), Zofia Irena (1902–1941).